# Гоба, Мишель
Мишель Гоба (фр. Michel Goba; род. 8 августа 1961, Абиджан) — ивуарийский футболист, выступавший на позиции нападающего.

## Биография
Свою карьеру Мишель Гоба начал в клубе из своего родного города, Абиджана, под названием «Африка Спорт». Вскоре после этого он перебрался по Францию, в команду их высшей французской лиги — «Брест». В её составе Гоба провёл только один сезон, после чего покинул команду, однако остался во Франции, в клубе «Ангулем». В нём Мишелю, однако, надолго закрепиться тоже не удалось, за следующие четыре года он выступал в составах «Дюнкерка» и «Расинга». За «Дюнкерк» сыграл 65 матчей в Дивизионе 2. В 1989 году перешёл в клуб «Абвиль», после сезона в котором завершил игровую карьеру.

## Личная жизнь
Мишель Гоба является дядей известного футболиста Дидье Дрогба. Он был наставником молодого Дрогба, когда тот жил с ним во Франции в детстве. У Мишеля есть сын — Кевин, который тоже стал футболистом. Он выступает в клубах из низших лиг Франции.